# Ruitelán
Ruitelán es una localidad perteneciente al municipio de Vega de Valcarce, en la comarca de El Bierzo, provincia de León, Comunidad Autónoma de Castilla y León, España. Cuenta con una población de 24 habitantes (INE 2022).

## Lugares de interés

### Capilla de San Froilán
San Froilán, en sus primeros años de ermitaño, habitó en una gruta a las afueras de Ruitelán. En esa zona boscosa se levanta desde el siglo XVI esta capilla dedicada al que más tarde fue nombrado obispo de León.
En la parte posterior de la nave principal y junto al altar mayor se encuentra, cubierta por una bóveda, la boca de la gruta donde residió el monje ermitaño. La única nave del edificio está cubierta a dos aguas por una estructura de madera. 
Se accede a la capilla a través de una escalinata de 39 escalones.